# Adrian Feuerbacher
Adrian Feuerbacher (* 1973 in Leonberg) ist ein deutscher Journalist. Er ist seit Mai 2021 Chefredakteur des Norddeutschen Rundfunks.
Nach dem Studium von Volkswirtschaft und Sozialwissenschaften in Göttingen und Chapel Hill (North Carolina) arbeitete Feuerbacher bei NDR Info zunächst als freier Mitarbeiter für die Nachrichten und als Moderator des Programms. 2003 wurde er Korrespondent für die NDR Radioprogramme im ARD-Hauptstadtstudio in Berlin. 2008 kehrte er nach Hamburg zurück und arbeitete bis 2013 als Referent des damaligen NDR Hörfunkdirektors Joachim Knuth. Bis 2020 leitete er bei NDR Info die Programmgruppe Politik und Aktuelles und war Stellvertreter der Programmchefin Claudia Spiewak, die Ende Januar 2020 in den Ruhestand ging. Im Februar 2020 folgte ihr Feuerbacher als Programmchef von NDR Info nach und wurde zunächst Chefredakteur des NDR Hörfunks. Seit Mai 2021 sind Feuerbacher und Andreas Cichowicz crossmediale Chefredakteure des Norddeutschen Rundfunks und leiten gemeinsam den neu gegründeten Programmbereich Information, zu dem u. a. die Radio-, Fernseh- und Onlineangebote von NDR Info, das Ressort Investigation und Sendungen wie „Panorama“ gehören.
Gemeinsam mit dem Team des NDR Info Podcasts Coronavirus-Update wurde Feuerbacher 2020 mit einem Grimme Online Award in der Kategorie Information ausgezeichnet. Für die Beteiligung von NDR Info an dem internationalen Rechercheprojekt Panama Papers erhielten Feuerbacher und der Reporter Benedikt Strunz 2016 den Deutschen Radiopreis in der Kategorie Bestes Nachrichten- und Informationsformat.
Feuerbacher wurde zudem 2006 mit einem Kurt-Magnus-Preis der ARD und 2002 mit einem Arthur F. Burns Fellowship ausgezeichnet.